# Oric-1

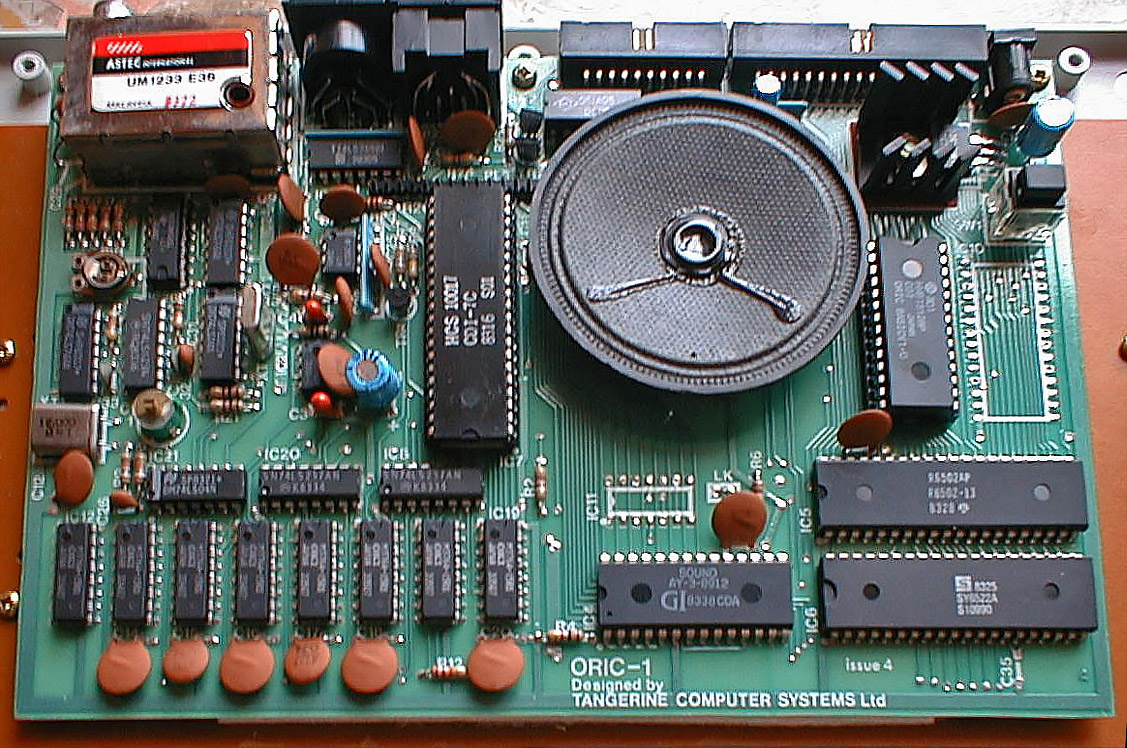
MB Oric 1

Oric-1, brittisk hemdator lanserad 1983 av Tangerine Computer Systems och såldes i stora delar av Europa. Datorn använde sig av en 8-bits MOS Technology 6502-processor på 1 MHz. En liten dator som främst stred mot Sinclair ZX Spectrum. Det fanns två modeller, med 16 KB eller 64 KB RAM-minne, men i övrigt tekniskt lika.
Datorn hade sitt ursprung i företaget Tangerine Computer Systems ltd som utvecklade datorer. Deras mest framgångsrika dator var den monokroma Microtan 65 som levererades som byggsats. De sålde också datordesign till andra tillverkare. Framgången med Microtan och den växande hemdatormarknaden fick Tangerine att utveckla en hemdator med färg. Företaget Oric Products International ltd startades för att tillverka och marknadsföra den nya datorn.
Oric-1 led av flera designmissar. Styrprogrammen i datorns ROM-kretsar var buggiga och tangentbordet började ofta glappa efter en tids användande. Problem med trasiga returnerade datorer gjorde att flera revisioner av datorn byggdes.
Ljudchipet var samma som användes i Amstrad CPC, MSX-datorer och Atari ST (General Instrument AY-3-8912). En lite udda kuriositet i hemdatorsammanhang är Oricens fyra BASIC-kommandon Zap, Ping, Shoot och Explode, vilka orsakade var sitt passande ljud.
Som tillbehör fanns en liten skrivare och en diskettstation. Diskettstationen använde ett relativt ovanligt format med 3"-skivor, vilket annars främst använts av datorföretaget Amstrad. Det vanligaste sättet att lagra data var dock på kassettband.
Senare ersattes datorn av modellen Oric Atmos, vilken var tekniskt mycket lik. Den hade buggfixade ROM-kretsar, annat hölje och ett bättre tangentbord.